# Arsen Yegiazarian
Arsen Yegiazarian ou Yeghiazaryan est un joueur et un entraîneur d'échecs arménien né le 18 juin 1970 à Erevan et mort le 20 avril 2020. 
Grand maître international depuis 2001, il était aussi entraîneur de l'équipe féminine d'Arménie.

## Biographie et carrière
Arsen Yegiazarian représenta l'Arménie lors de deux olympiades :
- en 1994, il était remplaçant et marqua 2 victoires et deux nulles en 4 partie comme remplaçant (échiquier de réserve) ;
- en 1996, à Erevan, il marqua 5,5 points en 12 parties au premier échiquier de l'équipe 3 d'Arménie[2].

Arsen Yegiazarian remporta :
- la coupe d'Europe des clubs d'échecs en 1995 avec l'équipe de Erevan ;
- le tournoi de Tbilissi en 2001 ;
- l'open Aeroflot 2005, groupe A2, avec 7 points sur 9, devant Zhou Jianchao, Wang Hao et Denis Khismatoulline[3].

Il finit deuxième de l'open de Batoumi en juillet 2001.
Au championnat d'Europe d'échecs individuel, il fut  81e sur 203 joueurs à Ohrid en juin 2001 (avec 7 points sur 13), puis 56e sur 101 en 2002 avec 6,5 points sur 13.
Son  meilleur classement au championnat d'Arménie fut une deuxième place en septembre 2000, ex æquo avec Smbat Lputian.
Comme entraîneur de l'équipe féminine d'Arménie, il remporta le championnat d’Europe féminin en 2003 et la médaille de bronze en 2007.